# Orlamünde
Orlamünde là một thị xã ở huyện Saale-Holzland, trong bang Thüringen, Đức. Đô thị Orlamünde có diện tích 7,58 km². Đô thị Orlamünde tọa lạc ở nơi hợp lưu giữa các sông Saale và Orla, 17 km về phía nam Jena.